# Med Tronfølgeren i Latin-Amerika
|  | Denne artikel er oprettet af botten PalnaBot ud fra en ekstern database. Den kan derfor have sproglige fejl eller mangler. Denne skabelon kan fjernes efter kontrol af indholdet. |

Med Tronfølgeren i Latin-Amerika er en rejsefilm fra 1966 instrueret af Ole Gammeltoft, Ole Roos efter manuskript af Børge Høst.

## Handling
En reportage fra Prinsesse Margrethes rejse gennem Mexico, Venezuela, Colombia, Ecuador, Peru, Chile, Argentina, Uruguay og Brasilien med hendes egne kommentarer.